# Otto Feuerlein

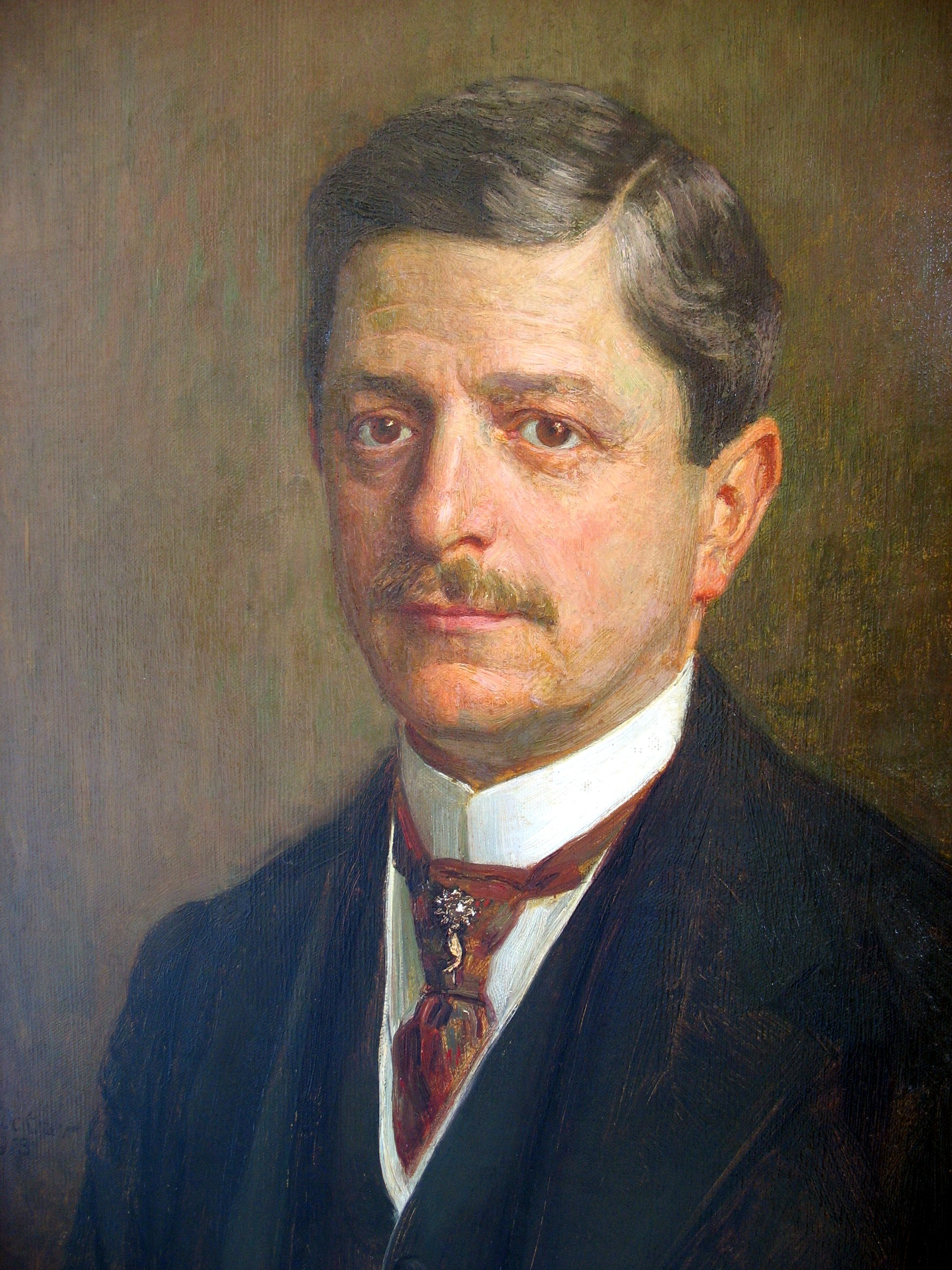
Otto Feuerlein, Ölgemälde aus dem Jahr 1913

Otto Feuerlein (* 11. Dezember 1863 in St. Gallen; † 19. Mai 1930 in Berlin) war ein in der Schweiz geborener Physiker, Elektrotechniker und Pionier der Glühlampen-Herstellung. Auf Grund seiner familiären Wurzeln im Königreich Württemberg verbrachte er Teile seiner Jugend auch in Stuttgart und hatte seinen Lebensmittelpunkt seit 1888 in Berlin bei der Firma Siemens, deren Vorstand er von 1905 bis 1919 angehörte.

## Leben

Otto Feuerlein, Foto entstanden etwa im Jahr 1885

Otto Feuerlein studierte von 1881 bis 1884 am Polytechnikum Stuttgart Physik und promovierte 1884 an der Universität Basel zum Dr. phil. Von 1885 bis 1888 arbeitete er als Ingenieur in der Elektrotechnischen Fabrik Cannstatt. Im Jahre 1888 trat er als Ingenieur in die Firma Siemens & Halske AG in Berlin ein und war zunächst am Bau von Kraftwerken in Terni und Kairo beteiligt, ehe er im so genannten Projektenbüro der Siemens-Fabrik in Charlottenburg in leitender Funktion tätig wurde. Er befasste sich mit der Herstellung und Installation der elektrischen Beleuchtung bei Theatern und Ausstellungen sowie mit der damit verbundenen Sicherungstechnik, so zum Beispiel bei der Berliner Gewerbeausstellung 1896 und bei den Weltausstellungen in Brüssel 1897 und in Paris 1900.
Im Jahre 1902 übernahm Feuerlein die Leitung des Glühlampenwerks in Berlin, wo er die damals verbreitete Kohlenfadenlampe, die seit der Erfindung durch Edison im Gebrauch war, auf die Initiative Wilhelm von Siemens’ hin entscheidend zu verbessern suchte. Als Ersatz für die Kohlefäden wurde ein Faden aus einem hoch schmelzenden Metall ins Auge gefasst. Feuerleins Kollege Werner von Bolton fand in seinen Versuchen das Element Tantal als geeignet heraus. Feuerlein arbeitete daraufhin an der Formung und Halterung des Tantaldrahts und entwickelte dabei das Prinzip, nach dem alle späteren Metallfadenlampen hergestellt wurden. Bis zum Jahre 1905 wurde die Tantallampe zur Serienreife geführt und in einer Versammlung des Elektrotechnischen Vereins in Berlin vorgestellt.
Die folgenden Jahre widmete Feuerlein der ständigen Verbesserung der Tantallampe und kümmerte sich um die Patentierungen dieser Fortschritte. Acht Reisen in die USA dienten dem Erfahrungsaustausch mit amerikanischen Ingenieuren und Wissenschaftlern, was ihn u. a. auch in das Labor von Thomas Alva Edison in West Orange führte.
Ab dem Jahre 1910 wurde die Tantallampe auf Grund der Arbeiten von William David Coolidge allmählich durch die danach übliche Wolframlampe ersetzt, wofür Feuerlein für Siemens die Hersteller-Lizenz aus den USA erwarb.
Feuerlein war von 1905 bis 1908 stellvertretendes und von 1908 bis 1919 ordentliches Mitglied des Vorstands der Siemens & Halske AG. Als Siemens nach dem Ersten Weltkrieg die Herstellung der Glühlampen auf die neu gebildete Osram GmbH übertrug, wechselte Feuerlein 1920 in den dortigen Vorstand und übernahm die Hauptwerksleitung. 1923 trat er wegen seiner angegriffenen Gesundheit in den Ruhestand.

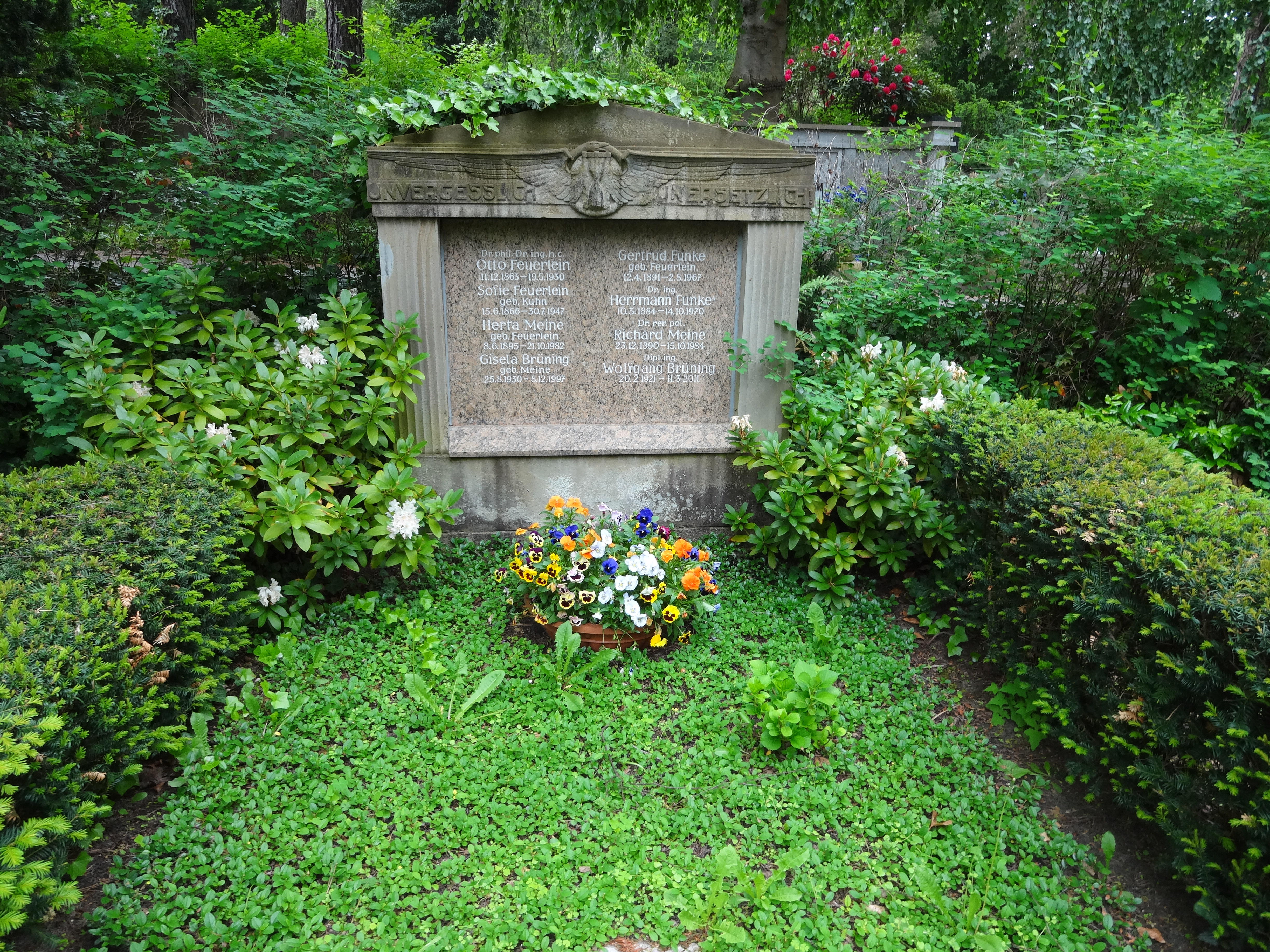
Grabstätte des Otto Feuerlein mit den Familien seiner beiden Töchter Gertrud Funke und Herta Meine sowie seiner Enkelin Gisela Brüning auf dem Friedhof Heerstraße in Berlin

Er ist auf dem Friedhof Heerstraße bestattet.

## Familie

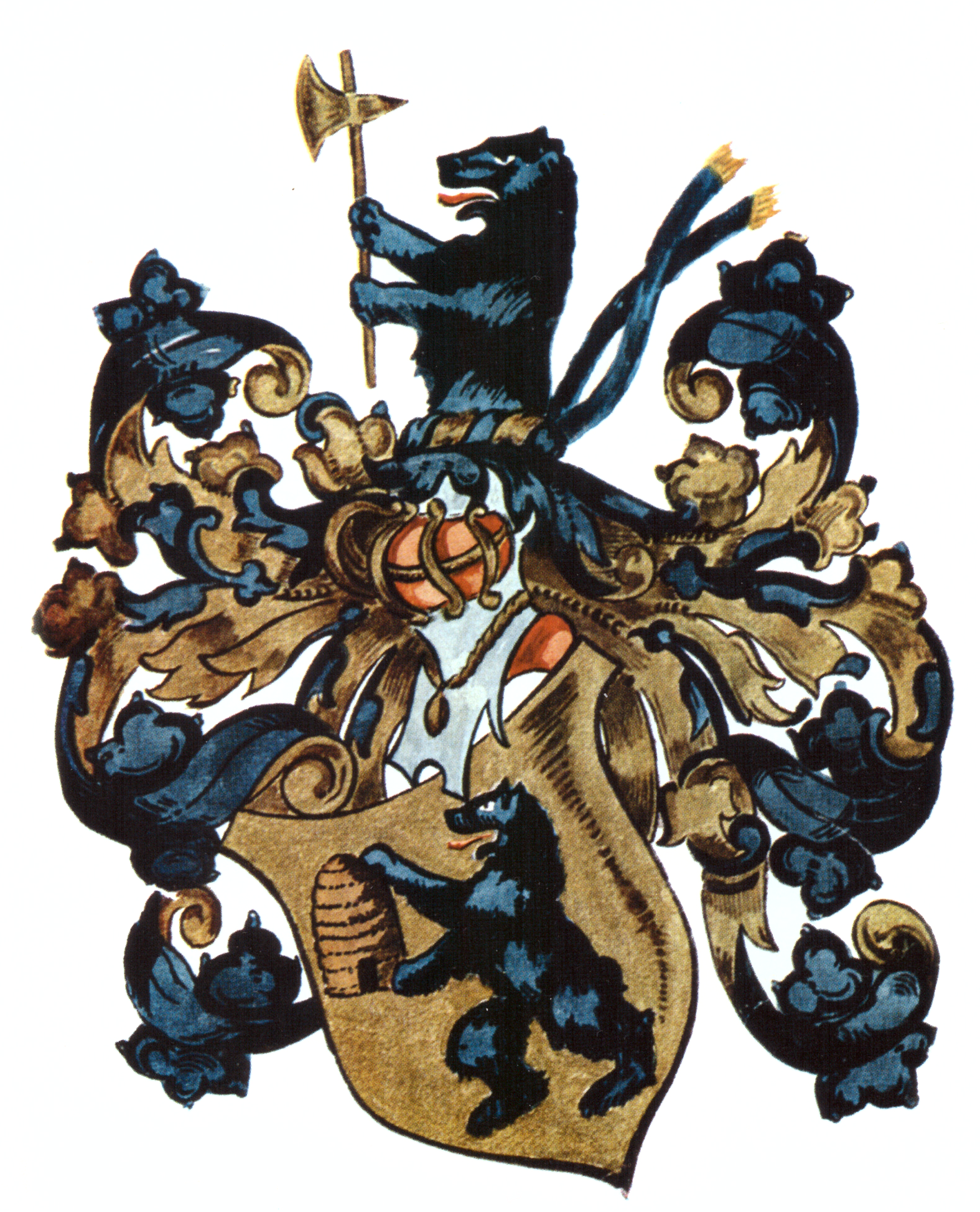
Traditionelles Wappen der Familie Feuerlein, versehen mit einem Wappenbrief von Kaiser Karl V., verliehen am 15. Juni 1551 an Hans Feyerlein, Bürgermeister von Roth, einem Urahn von Otto Feuerlein

Otto Feuerlein entstammte dem zur württembergischen Ehrbarkeit zählenden Zweig der Familie Feuerlein und war evangelisch. Trotz seiner schwäbischen Wurzeln hielt Otto Feuerlein zeitlebens an seinem Schweizer Bürgerrecht fest. Er war der Sohn des aus Stuttgart stammenden und auch in St. Gallen und Zürich tätigen Kaufmanns Otto Feuerlein (1822–1875) und der Mathilde Auguste Charlotte Feuerlein geb. Ströbel (1824–1866) und hatte sechs Geschwister. Ottos Vater Otto Feuerlein (1822–1875) betätigte sich als Textilkaufmann hauptsächlich mit dem Import von ägyptischer Baumwolle. Der Vater des Kaufmanns war der erste Stuttgarter Oberbürgermeister Willibald Feuerlein. Ottos Mutter Mathilde Auguste Charlotte Feuerlein geb. Ströbel (1824–1866), die früh verstorbene Frau des Kaufmanns, war eine typische Vertreterin der altwürttembergischen Ehrbarkeit. Über ihre Mutter Christiane Friederike Elisabeth Ströbel geb. Moser (1790–1833) entstammte sie der Familie Moser von Filseck. Damit war sie auch eine direkte Nachfahrin des württembergischen Reformators Johannes Brenz. Der Physiker Otto Feuerlein selbst war seit 1888 mit der aus Cannstatt stammenden Sophie Kuhn (1866–1947) verheiratet, von der er zwei Töchter bekam. Einer seiner Schwiegersöhne war der Wirtschaftswissenschaftler Hermann Funke.

## Ehrungen
- 1901: Ritter der Ehrenlegion der Französischen Republik als Anerkennung seiner Verdienste um die Beleuchtungstechnik bei der Pariser Weltausstellung im Jahre 1900
- 1901: Verleihung des preußischen Kronenordens
- 1907: Verleihung der Ehrenmitgliedschaft bei der National Electric Lamp Association in den USA
- 1922: Verleihung der Ehrendoktorwürde der Ingenieurwissenschaften durch die TH Stuttgart
- 1935: Benennung der Feuerleinstraße in Hohen Neuendorf bei Berlin